# Peregrin od Aragonije
Peregrin od Aragonije († 7. svibnja 1409.), španjolski franjevac i splitski nadbiskup i metropolit (1403.).
Godine 1400. bio je zamjenik vikara franjevačke bosanske vikarije, fra Bartula iz La Verne. Za splitskog nadbiskupa imenovao ga je 18. travnja 1403. godine papa Bonifacije IX. (1389. – 1404.) premjestivši dotadašnjeg nadbiskupa Andriju Gualda koji se zamjerio Splićana, jer je bio pristaša kralja Sigismunda (1385. – 1437.). Zbog toga je splitski kaptol 24. prosinca 1402. izabrao splitskog svećenika Marina a Cutheisa za novog nadbiskupa, ali ga papa nije potvrdio.
Peregrina je, prema svemu sudeći, preporučio hrvatsko-ugarski kralj Ladislav Napuljski (1390. – 1409.). Dana 4. svibnja 1403. godine papa Bonifacije IX. poslao je Peregrinu metropolijski palij i dopustio mu da izabere biskupa koji će ga posvetiti.
| Titule u Katoličkoj Crkvi  | Titule u Katoličkoj Crkvi        | Titule u Katoličkoj Crkvi         |
| -------------------------- | -------------------------------- | --------------------------------- |
| prethodnik Marin a Cutheis | splitski nadbiskup 1403. – 1409. | nasljednik Dujam II. de Judicibus |